# Deng Sui
Deng Sui, född 81, död 121, var en kinesisk kejsarinna, gift med kejsar Han Hedi. Hon var Kinas regent två gånger: från 105 till 106 som förmyndare för kejsar Han Shangdi, och från 106 till 121 för kejsar Han Andi. Hon är tredje kvinnan som formellt har styrt Kina som regent, efter änkekejsarinnan Lü och kejsarinnan Dou. 
Hon har fått mycket gott omdöme för sina insatser som regent, och beskrivs som kapabel och plikttrogen. Hon införde en standardisering av de kinesiska klassikerna, gynnade formell undervisning i kultur och ska ha varit den första som formellt införde användandet av papper. Hon reducerade kejsarhovets utgifter, bedrev en social politik för att gynna misären bland de fattiga, och hanterade framgångsrikt ett antal naturkatastrofer. Hon bedrev också framgångsrikt krig mot nomaderna.